# The Painted Veil (2006)
The Painted Veil is een Chinees-Amerikaans-Canadese film uit 2006 onder regie van John Curran. De film is gebaseerd op de gelijknamige roman uit 1925 van de Engelse schrijver William Somerset Maugham.

## Verhaal
Het oppervlakkige society-meisje Kitty (Naomi Watts) trouwt met Walter Fane (Edward Norton), een in het Verre oosten werkzame bacterioloog die op verlof is in Engeland en hevig verliefd op haar wordt. De gevoelens zijn niet wederzijds, maar zij trouwt met hem om aan haar moeder te ontkomen. Het paar verhuist naar Shanghai, waar zij uit verveling een affaire begint met de knappe, maar gehuwde Charles Townsend, die assistent-secretaris is voor de koloniale Britse overheid.
Haar echtgenoot ontdekt de relatie en stelt Kitty een ultimatum: zij moet met hem mee naar het Chinese binnenland, waar een hevige epidemie van cholera is uitgebroken, die hij gaat helpen bestrijden, of hij scheidt van haar, wat zeker een schandaal zal veroorzaken, tenzij Townsend met haar wil trouwen.
Zoals Walter al had verwacht, weigert Townsend van zijn vrouw te scheiden om met Kitty te trouwen. Zij voelt zich nu wel gedwongen haar echtgenoot te vergezellen naar het binnenland, hoewel zij geen plezier heeft in haar huwelijksleven. De epidemie lijkt langzamerhand onder controle als een nieuwe groep cholera-lijders arriveert. Walter bezwijkt echter zelf aan de ziekte, waarna Kitty terugkeert naar Londen.

## Rolverdeling
| Acteur                 | Personage          |
| ---------------------- | ------------------ |
| Edward Norton          | Walter Fane        |
| Naomi Watts            | Kitty Garstin Fane |
| Toby Jones             | Waddington         |
| Diana Rigg             | Moeder overste     |
| Anthony Wong Chau Sang | Kolonel Yu         |
| Liev Schreiber         | Charles Townsend   |

## Prijzen & nominaties
De film behaalde 11 filmprijzen en 6 nominaties, waaronder als belangrijkste prijs de Golden Globe voor Best Original Score - Motion Picture 2007 voor Alexandre Desplat.

## Muziek
De officiële soundtrack werd gecomponeerd door Alexandre Desplat.
1. "The Painted Veil"
2. "Gnossienne No 1" (gecomponeerd door Erik Satie)
3. "Colony Club"
4. "River Waltz"
5. "Kitty's Theme"
6. "Death Convoy"
7. "The Water Wheel"
8. "The Lovers"
9. "Promenade"
10. "Kitty's Journey"
11. "The Deal"
12. "Walter's Mission"
13. "The Convent"
14. "River Waltz"
15. "Morning Tears"
16. "Cholera"
17. "The End of Love"
18. "The Funeral"
19. "From Shanghai to London"